# Collix astathes
Collix astathes är en fjärilsart som beskrevs av Louis Beethoven Prout 1937. Collix astathes ingår i släktet Collix och familjen mätare. Inga underarter finns listade i Catalogue of Life.